# 杯状细胞

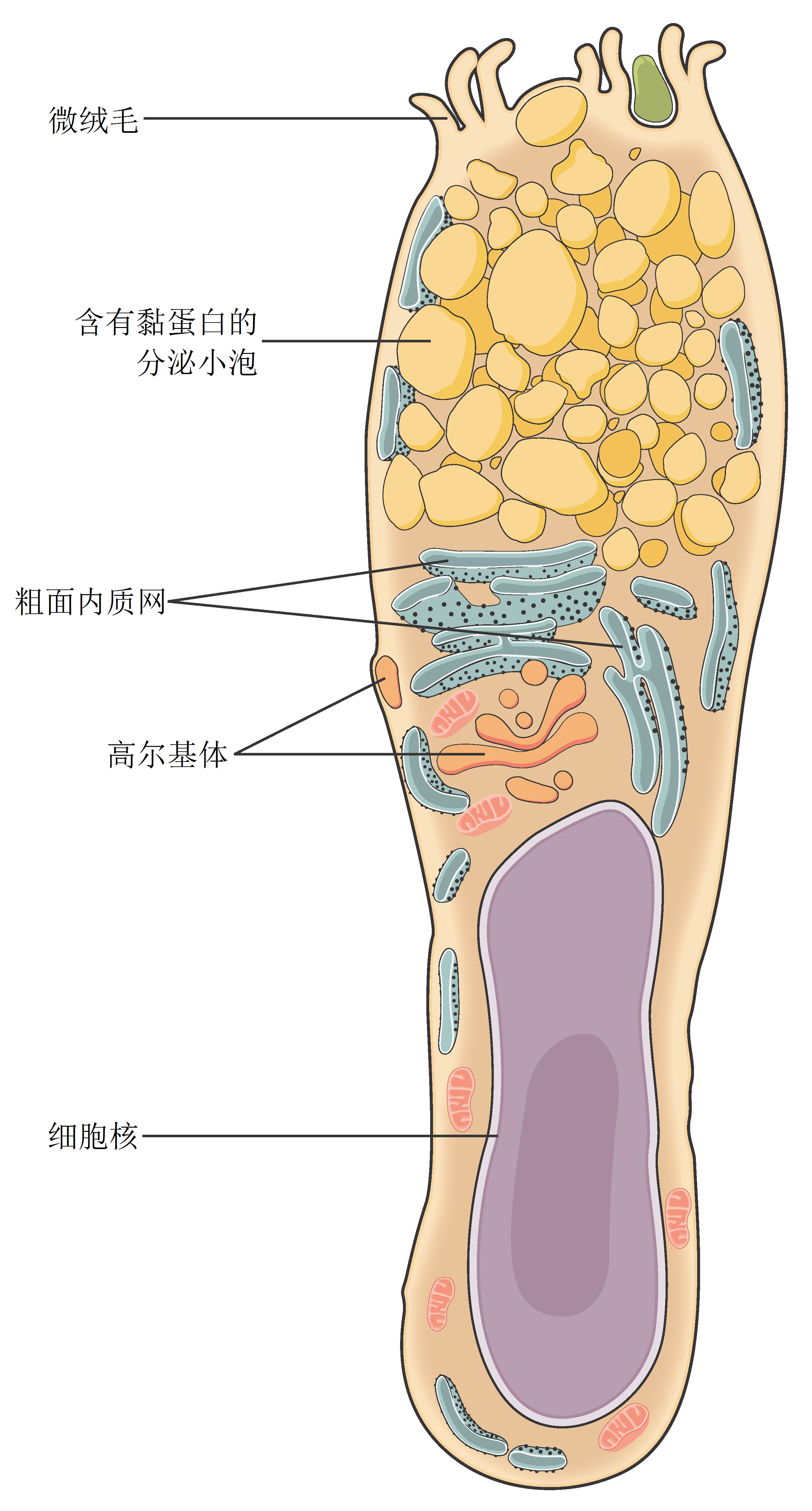
图示在小肠内壁中杯状细胞的内部结构。

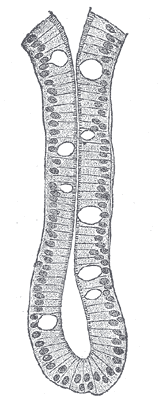
杯状细胞点缀于柱状上皮细胞中。

杯状细胞（goblet cell）是一种能分泌胶状黏蛋白的单层柱状上皮细胞，例如黏蛋白5AC。杯状细胞主要采用局质分泌的方法，分泌小泡（vesicle）进入导管，但也可采用顶质分泌的方法，在应激下出芽而排出其分泌物。
杯状细胞主要功能為分泌黏液，協助其表面所在的潤滑。在身體內，杯狀細胞能在氣管、支氣管、小腸、大腸、上眼瞼结膜等處發現：在氣管內，負責分泌使氣管濕潤的黏液；在腸道內，則負責潤滑食糜，使其更容易通過腸道。杯状细胞的粘液和流泪源分泌不同种类的粘蛋白。在泪腺，粘液由腺泡细胞代替合成。